# Lil Durk
Lil Durk, pseudonimo di Durk Devontay Banks (Chicago, 19 ottobre 1992), è un rapper statunitense.
Considerato un pioniere del sottogenere drill, costola della scena hip hop di Chicago, è spesso ritenuto ad oggi, il rapper di maggior successo commerciale del genere. È il membro fondatore di Only The Family (OTF), collettivo e etichetta discografica a cui apparteneva anche King Von.

## Biografia
Lil Durk è nato il 19 ottobre 1992 a Englewood, quartiere situato a sud di Chicago. Già in giovane età dovette assumersi molte responsabilità in quanto suo padre si trovava in carcere da quando Durk aveva meno di un anno. I primi social media su cui si iscrisse furono Myspace e YouTube, su cui cominciò a caricare musica. L'idea di fare il rapper cominciò a diventare una seria considerazione per Durk quando la sua fanbase online cominciò a crescere più rapidamente del previsto. Lil Durk prese la sua carriera ancora più seriamente dopo essere diventato padre all'età di 17 anni e dopo aver abbandonato la scuola superiore. Lil Durk ha frequentato una scuola superiore del South Side con il nome di Paul Robeson High School, abbandonando infine l'ultimo anno per prendere parte alla disputa tra bande di Chicago. Lil Durk si è unito alla banda dei Black Disciples a circa 18 anni. Poco dopo essersi unito ad essa ha iniziato ad avere problemi con la legge ed è stato arrestato diverse volte tra il 2011 e il 2013.

## Carriera
Nel 2011, Banks iniziò a prendere sul serio la musica. Dopo che il tentativo di firmare con l'etichetta discografica di Chief Keef e di French Montana fallì, considerò il rap come "una carriera a tempo pieno". Dopo l'uscita dei suoi due singoli, Sneak Dissin' e I'ma Hitta, il 19 ottobre 2012, Durk ha pubblicato il suo terzo mixtape, Life Ain't No Joke. Al 22 settembre 2015, il mixtape è stato scaricato oltre 216.000 volte su DatPiff. Nel 2012 ha realizzato il singolo L's Anthem successivamente remixato con la collaborazione di French Montana .

### 2013-2015: OTF, Def Jam eSigned to the Streets
A causa della popolarità di L's Anthem e del suo singolo successivo, Dis Ain't What U Want nel 2013, Durk ha accettato un joint venture con il suo collettivo Only the Family e Def Jam Recordings.
Il quarto mixtape di Durk, Signed to the Streets, è stato pubblicato il 14 ottobre 2013, esclusivamente su DatPiff. Contiene due apparizioni come ospite di Lil Reese, con le produzioni di Paris Bueller e Young Chop, tra gli altri. Per promuovere il mixtape sono stati pubblicati otto video musicali. Signed to the Streets è stato successivamente nominato l'ottavo miglior mixtape del 2013 da Rolling Stone. Il 22 ottobre 2013, in un'intervista con XXL, Lil Durk ha annunciato che stava lavorando al suo album di debutto con Def Jam. Durk è stato anche nominato nella XXL Freshmen Class 2014. Il 7 luglio 2014, Durk ha pubblicato il suo quinto mixtape, il sequel di Signed to the Streets.

### 2015-2016:Remember My Name
Il 25 marzo 2015, Lil Durk ha annunciato il titolo del suo album di debutto in studio: Remember My Name e ha rivelato la data di uscita. Lo stesso giorno è stato pubblicato il primo singolo dell'album, Like Me, con Jeremih.
Il 2 giugno 2015, l'album di debutto, è stato pubblicato come previsto. Ha raggiunto la quattordicesima posizione nella Billboard 200 con 28.000 vendite digitali equivalenti a unità di album. 24.000 copie fisiche sono state vendute nella sua prima settimana, con il resto del conteggio delle unità attribuito all'attività di streaming e alle vendite online delle tracce.
Durk ha pubblicato il suo sesto mixtape, 300 Days, 300 Nights, il 15 dicembre 2015. L'unico singolo pubblicato in promozione per il mixtape è stato My Beyoncé, in collaborazione con il rapper di originario di Detroit Dej Loaf. Il singolo è stato pubblicato il 20 novembre 2015. Il 5 giugno 2017, il singolo è stato certificato disco d'oro dalla Recording Industry Association of America 500.000 copie vendute.

### 2016-2017:Lil Durk 2X, Love Songs for the Streets, Supa Vultures, Signed to the Streets 2.5, Bloodas,
Durk ha pubblicato il suo secondo album in studio, Lil Durk 2X, il 22 luglio 2016. Dall'album sono estratti i singoli She Just Wanna, in collaborazione con Ty Dolla $ign, Money Walk, con Yo Gotti, e True. L'album, sfortunatamente, non è riuscito a soddisfare gli stessi standard del precedente ed ha raggiunto la posizione numero ventinove nella Billboard 200.
Più tardi, quello stesso novembre, Durk ha pubblicato il suo settimo mixtape, They Forgot. Il mixtape vede le collabboazioni di Lil Reese, Meek Mill, Mozzy, OTF Ikey, 21 Savage, Hypno Carlito, Dej Loaf, YFN Lucci e BJ the Chicago Kid. Mentre la produzione è gestita da C-Sick, ChopSquad DJ, Donis Beats, DP Beats, LeekeLeek, Kid Wonder, London on da Track, TY Made It e Young Chop. L'album è stato supportato dal singolo Baller.
Il 7 dicembre 2016, il singolo di Durk, Like Me, dal suo album di debutto in studio, è stato certificato disco d'oro dalla RIAA.
Durante il 2017, Durk ha pubblicato diversi mixtape: Love Songs for the Streets a febbraio, Supa Vultures, in collaborazione con Lil Reese, ad agosto, Signed to the Streets 2.5 a ottobre e Bloodas, una collaborazione con Tee Grizzley, a dicembre.

### 2018-2019:Just Cause Y'all Waited, Signed to the Streets 3, Love Songs 4 the Streets 2
Il 29 marzo 2018, Durk ha annunciato dodicesimo mixtape che sarebbe stato reso disponibile il giorno seguente Just Cause Y'all Waited. Nello stesso periodo, ha anche rivelato di aver "messo in quarantena" il suo contratto con l'etichetta Def Jam. Il giorno dopo aver lasciato Def Jam, ha pubblicato indipendentemente Just Cause Y'all Waited esclusivamente su Apple Music e iTunes Store. Poco tempo dopo è diventato disponibile per lo streaming o il download anche su altre piattaforme. Il mixtape si è classificato ai numeri 57 della Billboard 200, 28 nella classifica Top R&B/Hip-Hop Album e 22 nella Rap Albums.
A partire dal 27 luglio 2018, Durk ha annunciato di aver firmato con le label Alamo Records e Interscope Records e ha pubblicato il suo terzo album in studio Signed to the Streets 3 il 9 novembre 2018 tramite le due etichette. L'album vede la pertecipazione di Young Dolph, Gunna, A Boogie wit da Hoodie, Future, Kevin Gates, Lil Baby, Lil Skies, TK Kravitz e nuovamente Ty Dolla Sign.
Love Songs 4 the Streets 2, il quarto album in studio di Lil Durk, è stato pubblicato il 2 agosto 2019 e funge da sequel del suo mixtape Love Songs 4 the Streets del 2017. Nell'album partecipano King Von, 21 Savage, A Boogie wit da Hoodie, Key Glock, Meek Mill e Nicki Minaj. L'album ha raggiunto il numero quattro della Billboard statunitense.

### 2020-2021: Il successo internazionale, le collaborazioni, e gli albumJust Cause Y'all Waited 2eThe Voice
Il suo quinto album, Just Cause Y'all Waited 2, è uscito l'8 maggio 2020. L'album contiene la sua seconda canzone più conosciuta a livello commerciale, 3 Headed Goat, con Polo G e Lil Baby. L'album ha debuttato al numero cinque della Billboard 200. L'edizione deluxe è stata rilasciata il 26 giugno 2020, con sette tracce aggiuntive e grazie a questa versione l'album ha raggiunto la seconda posizione nella Bilbloard 200.
Il 14 agosto 2020, Lil Durk ha collaborato nel singolo di Drake, Laugh Now Cry Later, che funge da primo singolo estratto dall'imminente sesto album in studio di quest'ultimo, Certified Lover Boy (2021). Ha debuttato al numero due della Billboard Hot 100, diventando la prima top 40 e top 10 di Durk, nonché la sua canzone con la posizione più alta nelle classifiche.
Il 28 agosto 2020, Lil Durk ha confermato che il suo progetto futuro si sarebbe chiamato The Voice, che alla fine si sarebbe rivelata essere la title track del suo sesto album in studio omonimo, accennando tutto ciò per la prima volta nell'ottobre 2020. Inizialmente ha dichiarato che avrebbe pubblicato nuova musica lo stesso giorno del secondo album in studio del rapper 6ix9ine, TattleTales, durante la loro faida. La title track è stata pubblicata come singolo principale dall'album, insieme al video musicale il 4 settembre 2020. Successivamente ha pubblicato "Stay Down" con il cantante americano 6lack e con Young Thug come secondo singolo, insieme al video il 30 ottobre 2020. Infine, ha pubblicato Backdoor come terzo e ultimo singolo, con il video nel successivo 21 dicembre 2020. L'album è stato infine pubblicato il 24 dicembre 2020. L'intero progetto è un tributo al suo compagno di etichetta e defunto amico d'infanzia, King Von, che è presente sulla copertina e che partecipa con un featuring nella canzone Still Trappin.
Durk è poi apparso come ospite nel decimo album in studio di Kanye West, Donda, nella canzone Jonah, che è stata pubblicata il 29 agosto 2021. È apparso anche nel sesto album in studio di Drake, Certified Lover Boy, nella canzone In the Bible. , uscito il 3 settembre 2021.

### 2022-2023:7220eAlmost Healed
Il 22 febbraio 2022, Lil Durk ha pubblicato il singolo, Ahhh Ha, brano prodotto da Southside, che è un dissing al rapper NBA Youngboy, che riscuote un grosso successo alimentando il beef tra i due rapper. Inizialmente ha dichiarato che il suo settimo album in studio, 7220, sarebbe stato pubblicato lo stesso giorno, ma è stato infine posticipato all'11 marzo; è composto da 17 tracce, con le partecipazioni di Future, Gunna, Summer Walker e Morgan Wallen. L'album riscuote un importantissimo successo raggiungendo la prima posizione della Billboard 200 e permanendo nella stessa posizione per 2 settimane.
Venerdi 12 Maggio rilascia una traccia con il noto rapper americano J Cole, intitolata All My Life. La canzone debutta in seconda posizione nella Billboard Hot 100, e all’interno di essa, entrambi i rapper sembrano promuovere un messaggio positivo riguardo la redenzione dal proprio passato, specialmente Durkio, e un augurio alle nuove generazioni. Due settimane dopo rilascia l’ottavo album in studio, Almost Healed, che vede la partecipazione di numerosi artisti tra i quali Juice Wrld, 21 Savage, Morgan Wallen, Future, Kodak Black, Rob49, Chief Wuk e la collaborazione nell’intro dell’album Therapy Session, dove la cantautrice tiene un discorso motivazionale nei confronti di Smurk, comportandosi da psicologa. Il viaggio all’interno dell’album vero e proprio viene introdotto dalla frase finale I wanna hear from Durk Banks.

## Vita privata
Durante l'infanzia di Durk, il padre, Dontay Banks, Sr., stava scontando due ergastoli senza possibilità di libertà condizionale. Il rapper ha un fratello minore, Dontay Banks Jr, assassinato il 6 giugno 2021 fuori ad un nightclub di Chicago.Ed una sorella, di cui si sa ben poco. Inoltre ha sei figli avuti da diverse relazioni.
Il 31 maggio 2014, il cugino di Durk, il rapper McArthur "OTF Nunu" Swindle, è stato assassinato. Il 27 marzo 2015, anche Uchenna "OTF Chino Dolla" Agina, amico e manager di Durk è stato ucciso a colpi di arma da fuoco.
Anche l'amico di lunga data di Durk e rapper firmatario dell'OTF, King Von è stato assassinato il 6 novembre 2020 ad Atlanta, durante una sparatoria tra il suo gruppo e quello del rapper Quando Rondo.

## Problemi legali
Nel 2011, Banks è stato arrestato con l'accusa di possesso di arma da fuoco e condannato a tre mesi di carcere. Successivamente è stato rilasciato su cauzione. Successivamente ha dovuto scontare altri 87 giorni di detenzione. Il 5 giugno 2013, Durk è stato arrestato dopo aver presumibilmente gettato una pistola calibro 40 carica nella sua auto quando la polizia lo ha avvicinato alla South Green Street di Chicago. È stato accusato di uso illegale di un'arma. È stato trattenuto con una cauzione di $100.000. Successivamente un testimone a discolpa dell'imputato ha ammesso che la pistola era di sua proprietà. Banks è stato rilasciato il 18 luglio 2013.
Il 4 settembre 2015, poche ore prima di un concerto programmato al Theatre of Living Arts di Center City, si è verificata una sparatoria che ha lasciato il tour bus di Durk danneggiato da colpi di arma da fuoco e un uomo morto durante l'avvenimento. Durk non è stato arrestato o interrogato dalla polizia.
Il 19 agosto 2016, le accuse su Lil Durk sono state prosciolte.
Nel giugno 2019, Lil Durk e King Von sono stati arrestati con l'accusa di tentato omicidio. Secondo i procuratori, i due uomini hanno rapinato e sparato a un uomo fuori da un popolare drive-in di Atlanta per una Jeep Cherokee e 30.000 dollari il 5 febbraio 2019. Dopo settimane in carcere, Durk e Von sono stati rilasciati rispettivamente su obbligazioni da 250.000 e 300.000 dollari.

## Discografia

### Album in studio
- 2015 – Remember My Name
- 2016 – Lil Durk 2X
- 2018 – Signed to the Streets 3
- 2019 – Love Songs 4 the Streets 2
- 2020 – Just Cause Y'all Waited 2
- 2020 – The Voice
- 2021 – The Voice of the Heroes (con Lil Baby)
- 2022 – 7220
- 2023 – Almost Healed
- 2025 – Deep Thoughts

### Mixtape
- 2011 – I'm a Hitta
- 2012 – I'm Still a Hitta
- 2012 – Life Ain't No Joke
- 2013 – Signed to the Streets
- 2014 – Signed to the Streets 2
- 2015 – 300 Days, 300 Nights
- 2016 – They Forgot
- 2017 – Love Songs for the Streets
- 2017 – Supa Vultures (con Lil Reese)
- 2017 – Signed to the Streets 2.5
- 2017 – Bloodas (con Tee Grizzley)
- 2018 – Just Cause Y'all Waited

### Raccolte
- 2018 – Only the Family Involved Vol.1
- 2018 – Only the Family Involved Vol.2
- 2019 – Family over Everything
- 2021 – Loyal Bros
- 2022 – Loyal Bros 2
- 2023 – Nightmares in the Trenches

### Singoli
- 2012 – L's Anthem
- 2013 – Dis Ain't What U Want
- 2015 – Like Me (feat. Jeremih)
- 2015 – What Your Life Like
- 2015 – My Beyoncé (feat. Dej Loaf)
- 2016 – She Just Wanna (feat. Ty Dolla Sign)
- 2016 – Money Walk (feat. Yo Gotti)
- 2016 – True
- 2016 – Baller
- 2017 – What Yo City Like (con Tee Grizzley)
- 2018 – Downfall (feat. Young Dolph e Lil Baby)
- 2018 – Play with Us (feat. Kevin Gates)
- 2019 – Like That
- 2019 – Green Light
- 2020 – Chiraq Demons (feat. G Herbo)
- 2020 – All Love
- 2020 – Viral Moment
- 2020 – 3 Headed Goat (feat. Lil Baby & Polo G)
- 2020 – The Voice
- 2020 – Stay Down (feat. 6lack e Young Thug)
- 2020 – Backdoor
- 2020 – Still Trappin' (con King Von)
- 2021 – Voice of the Heroes (con Lil Baby)
- 2021 – Hit Em Hard (con Offset, Trippie Redd, Kevin Gates e King Von)
- 2021 – Pissed Me Off
- 2021 – Lion Eyes
- 2022 – Hot Shit (con Cardi B e Kanye West)
- 2022 – Fuck My Cousin Part II (con Lil Zay Osama)

#### Collaborazioni
- 2015 – See Me (French Montana feat. Lil Durk)
- 2019 – Crazy Story (Remix) (King Von feat. Lil Durk)
- 2019 – Slide Around (Chance the Rapper feat. Nicki Minaj e Lil Durk)
- 2019 – Chariot (Calboy feat. Meek Mill, Young Thug e Lil Durk)
- 2019 – Last Name (Future feat. Lil Durk)
- 2020 – Real Nigga Party (Trav feat. Lil Durk)
- 2020 – Heart on Ice (Remix) (Rod Wave feat. Lil Durk)
- 2020 – Havin My Way (Lil Skies feat. Lil Durk)
- 2020 – All These Niggas (King Von feat. Lil Durk)
- 2020 – Painless 2 (J.I.D e Nav feat. Lil Durk)
- 2020 – Laugh Now Cry Later (Drake feat. Lil Durk)
- 2020 – Eat (Remix) (Money Mu feat. Lil Durk)
- 2020 – Same Hands (Bia feat. Lil Durk)
- 2020 – Lie to Me (Queen Naija feat. Lil Durk)
- 2020 – Back in Blood (Pooh Shiesty feat. Lil Durk)
- 2021 – No More Parties (Coi Leray feat. Lil Durk)
- 2021 – No Return (Polo G feat. The Kid Laroi & Lil Durk)
- 2021 –  Up the Scoe (Icewear Vezzo feat. Lil Durk)
- 2021 – Every Chance I Get (DJ Khaled feat. Lil Baby & Lil Durk)
- 2021 – Sharing Locations (Meek Mill feat. Lil Baby & Lil Durk)
- 2021 – Jonah (Kanye West feat. Lil Durk & Vory)
- 2021 – In the Bible (Drake feat. Lil Durk & Giveon)
- 2021 – Free Ric (42 Dugg feat. Lil Durk)
- 2021 – Loyal to a Fault (Big Sean e Hit-Boy feat. Bryson Tiller & Lil Durk)
- 2022 – Rumors (Gucci Mane feat. Lil Durk)